# Walstromita
La walstromita es un mineral, silicato de bario y calcio, ciclosilicato del grupo de la margarosanita, del que es su análogo con bario. Fue descrito por primera vez en 1964 a partir de ejemplares obtenidos en la concesión Esquire nº7, Big Creek, condado de Fresno, California (USA), que consecuentemente es la localidad tipo, localidad conocida por la presencia de varios silicatos muy raros de bario. El nombre es un homenaje a Robert E. Walstrom, geólogo y coleccionista de minerales, que ha encontrado más de 12 especies nuevas para la ciencia, y que proporcionó las muestras para su estudio.

## Propiedades físicas y químicas
La walstromita se encuentra en la localidad tipo como agregados de granos cristalinos de un tamaño de hasta 1 cm, diseminados en una roca formada principalmente por sanbornita y cuarzo. La característica que permite distinguirla es su fluorescencia anaranjada o rosácea. Además de los elementos de la fórmula, puede contener pequeñas cantidades de estrocio, hierro y manganeso.

## Yacimientos
La walstromita es un mineral muy raro, conocido en alrededor de una docena de localidades en el mundo, y que solamente se encuentra en ejemplares visibles asimple vista en la localidad tipo y en otros afloramientos situados en los alrededores. Este yacimiento consiste en rocas gneisicas metamorfizadas, formadas principalmente por sanbornita y cuarzo, que forman cuerpos tabulares con cuarcita en el contacto de un plutón de granodiorita. La walstromita  se asocia principalmente a celsiana, que aparece como inclusiones en ella, a sanbornita y a bazirita.